# Сражение при Кашше (1849)
Сражение при Кашше — одно из сражений зимней кампании Войны за независимость Венгрии 1848—1849 г.г., в ходе которого 4 января 1849 года корпус генерал-лейтенанта Лазара Месароша, военного министра, потерпел поражение от австрийского корпуса генерал-лейтенанта Франца фон Шлика.
Конечной целью австрийцев в конце 1848 года было атаковать венгерскую армию одновременно с нескольких направлений и оттеснить ближе к столице. Задачей генерал-лейтенанта Франца фон Шлика, возглавлявшего корпус, вторгшийся из Галиции в составе восьми тысяч человек и двадцати семи орудий, было занять Кашшу, а затем он должен был наступать через Мишкольц в направлении Пешта.
В декабре 1848 года венгерскому военному руководству пришлось столкнуться с трудностями одновременно на нескольких полях сражений, так что только очень небольшое число венгров могло противостоять корпусу Шлика. Попытка остановить корпус Шлика 11 декабря у Будамера закончилась катастрофой: когда имперские войска открыли артогонь, среди венгерской национальной гвардии вспыхнула паника.
Взятие Кашшы вызвало серьёзную озабоченность, поэтому все имеющиеся подкрепления были направлены в окрестности Мишкольца с планом контратаки. В конце декабря командование корпусом численностью около десяти тысяч человек и двадцатью пятью орудиями принял военный министр Лазар Месарош.
30 декабря Месарош двинулся к Кашше, а 3 января он узнал, что его двойной план атаки потерпел неудачу, поскольку венгерские национальные гвардейцы были отбиты у Эперьеша. Когда венгерские войска 4 января выдвинулись южнее города для наступления, они столкнулись почти со всеми силами Шлика. Ключом позиции имперских войск был холм Акастофа к югу от Кашшы, окруженный ручьем Мишлока.
Несмотря на сильный огонь противника, одна венгерская бригада прорвалась в юго-западный район города. Тем временем другая бригада переправилась через обледенелую Мишлоку и как раз собиралась штурмовать гору, когда пехота венгерского левого крыла была поражена сильной контратакой сбоку и с тыла стоящим за ней имперским отрядом. Национальная гвардия левого крыла начала отступать, а затем в панике бежать, что увлекло за собой и другие венгерские войска. Только благодаря стойкости венгерских сил на правом фланге поражение не стало катастрофическим.
Венгерские войска потеряли двести человек убитыми, пятьсот пленными и десять орудий.
Франц Шлик не стал преследовать и выждал после победы более двух недель. За время бездействия Шлика венгерский корпус был реорганизован под командованием Дьёрдя Клапки, поэтому, когда имперский генерал, наконец, начал наступление, он встретил сильное сопротивление и не смог форсировать Тису.